# Replay (EP)
Replay (em coreano: 누난 너무 예뻐) é o EP de estréia da boy band sul-coreana SHINee. Foi lançado 22 de maio de 2008 pela gravadora SM Entertainment. O EP foi estreou em #10 nas paradas de música coreana e alcançou a posição #8, vendendo 17.957 cópias na primeira metade de 2008. A faixa "Noona Neomu Yeppeo (Replay)" foi usada como single promocional. A dança para o PV de Replay foi coreografado por Rino Nakasone.

## Lista de faixas
| N.º            | Título                                              | Letras                                | Música                                         | Duração |  |
| 1.             | "누난 너무 예뻐 (Replay)" (Noona, You're So Pretty) | Young H. Kim (Xperimental Production) | Jason Pennock, Tchaka Diallo, Jack Kugell      | 03:35   |  |
| 2.             | "In My Room"                                        | Young H. Kim (Xperimental Production) | Kater D, Kim Tae Sung (Xperimental Production) | 04:47   |  |
| 3.             | "Real"                                              | Kim Jung Bae                          | Kenzie                                         | 03:33   |  |
| 4.             | "사.계.한 (Love Should Go On)" (Sa.Gye.Han)         | Lee Yun Jae                           | Lee Yun Jae                                    | 03:07   |  |
| 5.             | "누난 너무 예뻐 (Replay)" (Boom Track)              | Young H. Kim (Xperimental Production) | Jason Pennock, Tchaka Diallo, Jack Kugell      | 04:28   |  |
| Duração total: | Duração total:                                      | Duração total:                        | Duração total:                                 | 18:50   |  |